# Terremoto tsunami
Un terremoto tsunami es un terremoto que desencadena un tsunami de una magnitud que es mucho mayor que la magnitud del terremoto medida por ondas sísmicas de período más corto. El término fue introducido por Hiroo Kanamori en 1972. Tales eventos son el resultado de velocidades de ruptura relativamente lentas. Son particularmente peligrosos ya que un gran tsunami puede llegar a la costa con poca o ninguna advertencia.

## Características
La característica distintiva de un terremoto tsunami es que la liberación de energía sísmica ocurre en períodos largos (bajas frecuencias) en relación con los terremotos tsunamigénicos típicos. Los terremotos de este tipo generalmente no muestran los picos de actividad de ondas sísmicas asociados con eventos ordinarios.
Un terremoto tsunami se puede definir como un terremoto submarino para el cual la magnitud de onda superficial Ms difiere marcadamente de la magnitud de momento Mw, porque el primero se calcula a partir de ondas superficiales con un período de aproximadamente 20 segundos, mientras que el segundo es una medida del total de energía liberada en todas las frecuencias.
Los desplazamientos de falla asociados con terremotos tsunamis son consistentemente mayores que los asociados con terremotos tsunamigénicos ordinarios de la misma magnitud de momento, típicamente más del doble. Las velocidades de ruptura de los terremotos tsunamis son típicamente de alrededor de 1.0 km por segundo, en comparación con los 2.5 a 3.5 km por segundo normales para otros megaterremotos. Estas lentas velocidades de ruptura conducen a una mayor directividad, con el potencial de provocar mayores aceleraciones en secciones costeras cortas. Los terremotos tsunami ocurren principalmente en zonas de subducción donde hay una gran cuña de acreción o donde los sedimentos están siendo subducidos, ya que este material más débil conduce a velocidades de ruptura más lentas.

## Causa
El análisis de terremotos tsunami como el terremoto de las Islas Aleutianas de 1946 muestra que la liberación del momento sísmico tiene lugar en un período inusualmente largo. Los cálculos del momento efectivo derivado de las ondas superficiales muestran un rápido aumento con la disminución de la frecuencia de las ondas sísmicas, mientras que para los terremotos ordinarios permanece casi constante con la frecuencia. La duración de la deformación del lecho marino tiene poco efecto sobre el tamaño del tsunami resultante durante períodos de hasta varios minutos. La observación de la liberación de energía a largo plazo es consistente con velocidades de propagación de ruptura inusualmente lentas. Las velocidades de ruptura lentas están relacionadas con la propagación a través de material relativamente débil, como rocas sedimentarias poco consolidadas. La mayoría de los terremotos tsunami se han relacionado con una ruptura dentro de la parte superior de una zona de subducción, donde se desarrolla una cuña de acreción en la pared colgante del mega empuje. Los terremotos tsunami también se han relacionado con la presencia de una capa delgada de roca sedimentaria subducida a lo largo de la parte superior de la interfaz de la placa, como se cree que está presente en áreas de topografía significativa en la parte superior de la corteza oceánica, y donde la propagación se produjo en una dirección de inmersión hacia arriba, posiblemente alcanzando el lecho marino.

## Identificando terremotos tsunami
Los métodos estándar para dar alertas tempranas de tsunamis se basan en datos que normalmente no identificarán un terremoto tsunami como tsunamigénico y, por lo tanto, no pueden predecir tsunamis posiblemente dañinos.

## Ejemplos

### Sanriku, 1896
El 15 de junio de 1896, la costa de Sanriku fue azotada por un terremoto de 8,5 y un devastador tsunami con una altura máxima de 38,2 metros, que causó más de 22.000 muertes. Los residentes de los pueblos y aldeas costeras quedaron completamente sorprendidos porque el tsunami solo había sido precedido por una sacudida relativamente débil. La magnitud del tsunami se ha estimado en Mt=8.2, mientras que el temblor solo indicó una magnitud de Ms=7.2. Esta discrepancia de magnitud requiere algo más que una velocidad de ruptura lenta. El modelado de la generación de tsunamis que toma en cuenta el levantamiento adicional asociado con la deformación de los sedimentos más blandos de la cuña de acreción causada por el movimiento horizontal del 'tope' en la placa superior ha explicado con éxito la discrepancia, estimando una magnitud de Mw= 8.0–8.1.

### Nicaragua, 1992
El terremoto de Nicaragua de 1992 fue el primer terremoto tsunami registrado con una red sísmica de banda ancha.